# Jackson (Michigan)
Jackson ist eine Stadt und County Seat von Jackson County im US-Bundesstaat Michigan. Bei der Volkszählung im Jahr 2020 hatte sie 31.309 Einwohner. Benannt wurde die Stadt nach dem demokratischen Präsidenten Andrew Jackson.
29 km südöstlich von Jackson befindet sich der Michigan International Speedway, eine Rennstrecke, auf der Rennen der NASCAR und der Indy Racing League stattfinden.

## Geographie
Jackson liegt am Grand River etwa 100 km westlich von Detroit. Die Stadtfläche beträgt 28,7 km², wovon alles Landfläche ist.

## Geschichte
Am 3. Juli 1829 durchschritt Horace Blackman, zusammen mit Alexander Laverty, einem Landvermesser, und einem indianischen Führer den Grand River und schlug ein Lager auf bei der heutigen Trail und S. Jackson Street. Blackman heuerte Laverty und Pewytum an, um ihn nach Westen zu führen. Nachdem sie das Land vermessen hatten, kehrten sie zurück nach Ann Arbor und Blackman registrierte seinen Anspruch auf 160 Morgen (65 Hektar) zum Preis von 2 US-Dollar pro Morgen. Blackman kehrte im August 1829 mit seinem Bruder Russell zurück nach Jackson gründete die Stadt Jacksonopolis. Später wurde sie nach Jacksonburgh umbenannt und 1838 änderte man den Namen erneut auf die heutige Kurzform.
Jackson ist der Geburtsort der Republikanischen Partei. Unbestritten ist die Tatsache, dass die erste offizielle Sitzung der Gruppe, die sich selbst „Republikaner“ nannten, am 6. Juli 1854 in Jackson „unter den Eichen“ stattfand. Frühere Treffen von Gruppen, die später die Republikaner bildeten, wurden in Ripon, Exeter und Crawfordsville gehalten, die sich ebenfalls „Geburtsort der Republikanischen Partei“ nennen.
Da es am Versammlungstag sehr heiß war und die große Menge nicht in der Stadthalle Platz fand, wurde die Konvention am Stadtrand bei einer Gruppe von Eichbäumen gehalten. Diese Stelle wird heute landläufig Under the Oaks genannt.

## Demographie
Laut dem United States Census 2000 lebten 36.316 Einwohner in 14.210 Haushalten und 8.668 Familien. Die Bevölkerung setzte sich aus 73,87 % Weißen, 19,70 % Schwarzen und 0,51 % Asiaten zusammen. Hispanics oder Latinos stellten 3,67 % der Bevölkerung. Das Pro-Kopf-Einkommen betrug 15.230 US-Dollar und 19,6 % der Bevölkerung lebte unter der Armutsgrenze.

## Wirtschaft
Zwei große Arbeitgeber in der Stadt sind CMS Energy, das weite Teile von Michigan mit Strom und Naturgas versorgt, sowie Allegiance Health. Beide haben ihren Sitz in Jackson, wie auch Dawn Foods, ein Lebensmittel- und Backwarenunternehmen.
Die Stadt erhebt derzeit eine Einkommensteuer von 1 % für Einwohner und Unternehmen in der Stadt und 0,5 % für Auswärtige, die in der Stadt arbeiten. Die Einkommensteuer liefert Einnahmen von 7 Mio. US-Dollar, was 32 % des jährlichen Budgets ausmacht.

## Verkehr
Jackson befindet sich an der Kreuzung von Interstate 94 und U.S. Highway 127. Auf der Interstate 94 erreicht man in 45 Minuten Ann Arbor und in 80 Minuten Detroit im Osten und in 70 Minuten Kalamazoo im Westen. Auf dem U.S. Highway 127 erreicht man in 45 Minuten East Lansing im Norden.
Amtrak hat eine Haltestelle in Jackson und bietet dreimal täglich eine Verbindung von Chicago nach Pontiac über Detroit in beide Richtungen.
In Jackson befindet sich außerdem der Jackson County Airport. Das Busunternehmen Michigan Flyer betreibt zusätzlich Verbindungen zum Flughafen Detroit.
Die Jackson Transit Authority betreibt acht Buslinien und wird ergänzt auf Langstrecken von den Greyhound Lines.

## Söhne und Töchter der Stadt
- Thomas James O’Brien (1842–1933), Rechtsanwalt, Politiker (Republikanische Partei) und Diplomat
- Clyde L. Herring (1879–1945), Politiker (Demokratische Partei)
- Clare Hayes Timberlake (1907–1982), Diplomat
- Charles B. Brownson (1914–1988), Politiker
- Glenard P. Lipscomb (1915–1970), Politiker
- Clark Mills (1915–2001), Yachtkonstrukteur und Werftbesitzer
- Potter Stewart (1915–1985), von 1958 bis 1981 beigeordneter Richter des Obersten Gerichtshofs
- Zeph Stewart (1921–2007), Klassischer Philologe
- William Porter (1926–2000), Leichtathlet
- Charles Misner (1932–2023), Physiker
- James Albert Murray (1932–2020), römisch-katholischer Bischof von Kalamazoo
- Alfred Worden (1932–2020), Astronaut
- Dan Coats (* 1943), Politiker  (Republikanische Partei), US-Botschafter in Deutschland und Direktor der nationalen Nachrichtendienste
- Gayle Moran (* 1943), Fusionmusikerin
- Philip Mirowski (* 1951), Wirtschaftshistoriker und Kulturkritiker
- Tony Dungy (* 1955), Footballspieler und Trainer
- Tad Weed (1957–2018), Jazzmusiker
- Gregory Barton (* 1959), Kanute
- Charles Kiraly (* 1960), Volleyballspieler
- Chris Chocola (* 1962), Politiker
- Bob Beemer (* 1963), Footballspieler und Trainer
- Christopher Showerman (* 1971), Schauspieler
- Clarence Love (* 1976), American-Football-Spieler
- Savanté Stringfellow (* 1978), Leichtathlet
- Kara Braxton (* 1983), Basketballspielerin
- Grace Latz (* 1988), Ruderin
- Cheslie Kryst (1991–2022), Korrespondentin, Anwältin und Gewinnerin von Schönheitswettbewerben
- Khari Willis (* 1996), Footballspieler

## Partnerstädte
- Varel, Niedersachsen (aber: [3])
- Carrickfergus, Antrim